# Facultad de Filosofía y Humanidades de la Universidad de Chile
La Facultad de Filosofía y Humanidades de la Universidad de Chile es una de las primeras facultades instauradas al momento de la creación de la Universidad, el 17 de septiembre de 1842, en conformidad a la Ley Orgánica de la casa de estudios. El objetivo fue generar y transmitir conocimientos en el ámbito de ambas áreas, además de supervisar la educación primaria y secundaria del país.

## Historia
La Facultad de Filosofía y Humanidades es una de las cuatro facultades originales con las que se fundó la Universidad de Chile mediante la Ley Orgánica que creó esta universidad, en 1842 (por ese motivo, aparece representada en el escudo de esta universidad). En virtud de esta ley asumió, además de la tarea de transmitir y generar conocimiento en el ámbito de la Filosofía y de las Humanidades, la labor de supervisar la educación primaria y secundaria del país.
En 1889 es fundado el Instituto Pedagógico a petición del presidente José Manuel Balmaceda para así facilitar la disposición propuesta en la ley orgánica que hacía responsable a la facultad de Filosofía y Humanidades de la educación primaria y secundaria. Así el impulso de las distintas disciplinas dentro de la facultad terminó por gestar diversos movimientos intelectuales, los cuales formaron las bases de varios centros de estudios especializados. Entre sus académicos destacados se cuentan Darío Salas, Luis Galdames y Juan Gómez Millas.
En 1981, el Estado chileno -en función a las políticas de descentralización de la dictadura- otorga la autonomía a todos los Colegios Regionales Universitarios, las que en conjunto a las sedes de la Universidad Técnica del Estado termina por crear las actualmente conocidas Universidades Regionales. En este contexto se lleva a cabo la separación entre la Universidad de Chile y sus carreras de pedagogía, y se crea la Facultad de Filosofía y Humanidades, en donde funcionaban con cuatro departamentos de especialidad en un edificio ubicado en la comuna de La Reina, lo que la dejó separada del resto de las facultades de la universidad. Finalmente, en 1991, se instala dentro del campus Juan Gómez Millas .
Pese a tener en sus orígenes una relación directa con la docencia del país, la facultad fue relevada de esas labores en la dictadura. En la fecha de su separación, la entonces Facultad de Educación fue renombrada como Academia Superior de Ciencias Pedagógicas, tomando la figura de un instituto profesional. Situación que continúo hasta 1986, fecha en la que se dio origen a la actual Universidad Metropolitana de Ciencias de la Educación (UMCE). Desde la década de los ochenta, la Universidad de Chile no tuvo relación directa con la formación de docentes e investigación en las pedagogías para el desarrollo del país. Esta falta fue suplida en el año 1994, dando origen al Departamento de Estudios Pedagógicos (DEP) de la Facultad de Filosofía y Humanidades -proyecto que formaba parte del Programa de Investigación en Estudios Pedagógicos-, creándose el grado de académico de Licenciatura en Educación Media y el título de Profesor en Educación Media en disciplinas científico-humanistas.

## Organización Administrativa
Direcciones
- Dirección Académica.

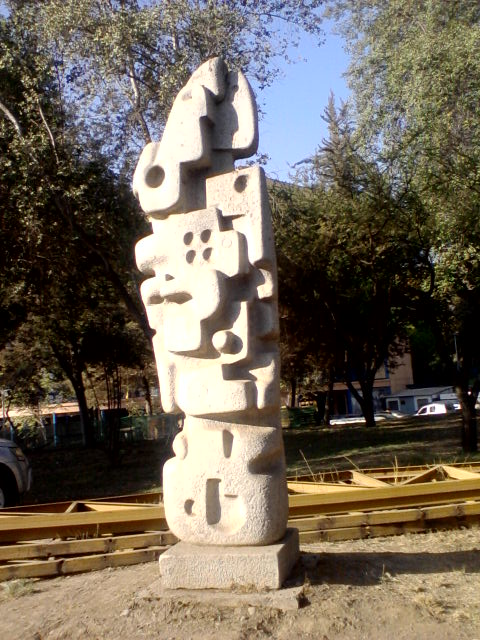
"Tótem", obra del escultor Samuel Román perteneciente a la Facultad.

- Dirección de Asuntos Estudiantiles y Comunitarios (DAEC).
- Dirección Económica y Administrativa (DEA).
- Dirección de Escuela de Pregrado.
- Dirección de Escuela de Postgrado.
- Dirección de Extensión y Comunicaciones.
- Dirección de Género y Diversidades Sexuales (DIGENDIFIL).
- Dirección de Investigación, Creación y Publicaciones.
- Dirección de Relaciones Internacionales.

Escuelas, Unidades y Comisiones
- Escuela de Pregrado.
- Escuela de Postgrado.
- Bienestar Estudiantil.
- Secretaría de Estudios.
- Unidad de Equidad e Inclusión.
- Comisión Triestamental de Ética y Convivencia.

Departamentos
La Facultad de Filosofía y Humanidades de la Universidad de Chile cuenta con 5 departamentos especializados en áreas de las Humanidades:
- Departamento de Filosofía.
- Departamento de Ciencias Históricas.
- Departamento de Lingüística.
- Departamento de Literatura.
- Departamento de Estudios Pedagógicos.

Centros de estudio
La Facultad de Filosofía y Humanidades de la Universidad de Chile cuenta con 6 centros especializados de estudio:
- Centro de Estudios Árabes (CEA).
- Centro de Estudios Culturales Latinoamericanos (CECLA).
- Centro de Estudios de Ética Aplicada (CEDEA).
- Centro de Estudios de Género y Cultura en América Latina (CEGECAL).
- Centro de Estudios Griegos, Bizantinos y Neohelénicos.
- Centro de Estudios Judaicos (CEJ).
- Centro de Estudios y Desarrollo de Educación Continua para el Magisterio (Saberes Docentes).

## Programas de Estudio
Pregrado
La Facultad de Filosofía y Humanidades de la Universidad de Chile cuenta con 9 programas de pregrado:
- Licenciatura en Filosofía.
- Licenciatura en Historia.
- Licenciatura en Lingüística y Literatura con mención.
- Licenciatura en Lingüística y Literatura Inglesas.
- Pedagogía en Educación Básica con mención.
- Pedagogía en Educación Media en Biología y Química (en conjunto con Facultad de Ciencias).
- Pedagogía en Educación Media en Matemáticas y Física (en conjunto con Facultad de Ciencias).
- Profesor(a) de Educación Media en Asignaturas Científico-Humanistas con mención.
- Licenciatura en Estudios Internacionales (en conjunto con Instituto de Estudios Internacionales).

Magíster
La Facultad de Filosofía y Humanidades de la Universidad de Chile cuenta con 9 programas de magíster:
- Magister en Filosofía.
- Magister en Historia.
- Magister en Literatura.
- Magister en Lingüística mención Lengua Española.
- Magister en Estudios Latinoamericanos.
- Magister en Estudios de Género y Cultura mención Humanidades.
- Magister en Estudios Cognitivos.
- Magister en Didáctica.

Doctorado
La Facultad de Filosofía y Humanidades de la Universidad de Chile imparte 5 programas de doctorado:
- Doctorado en Filosofía mención Filosofía.
- Doctorado en Historia.
- Doctorado en Literatura mención Literatura Chilena e Hispanoamericana.
- Doctorado en Estudios Latinoamericanos.
- Doctorado en Educación (en conjunto con las Facultades de Ciencias y Ciencias Sociales, y el Instituto de Estudios Avanzados de Educación.

## Autoridades
La Facultad de Filosofía y Humanidades de la Universidad de Chile consta con un conjunto de autoridades las cuales poseen un orden jerárquico, yendo desde el decano hasta el director de la Oficina Técnica de Capacitación (OTEC). Por otra parte, cada departamento y centro de estudios posee su respectivo director escogido vía elección popular de entre los profesores de cada carrera y especialidad.
Decanos/as
- Decana María Eugenia Góngora (2010-2018).[5][6]
- Decano Carlos Ruiz Schneider (2018-2022).
- Decano Raúl Villarroel (2022-presente).

Directores/as de Departamento
- Profesora María Isabel Flisfisch Fernández (Departamento de Filosofía).
- Profesor Pablo Artaza Barrios (Departamento de Ciencias Históricas).
- Profesor Georgios Ioannou (Departamento de Lingüística).
- Profesor Eduardo Thomas (Departamento de Literatura)
- Profesora Zulema Serrano Espinoza (Departamento de Estudios Pedagógicos).

## Publicaciones
La labor editorial de la Facultad de Filosofía y Humanidades de la Universidad de Chile se divide en múltiples publicaciones, entre las que se encuentran:
- Boletín de Filología (1934).
- Revista de Filosofía (1949).
- Bizantion Nea Hellás (1970).
- Cuadernos Judaicos (1970).
- Revista Chilena de Literatura (1970).
- Lenguas modernas (1974) .
- Cuadernos de Historia (1981).
- Revista Chilena de Humanidades (1981).
- Anuario de Postgrado (1995).
- Nomadías (1996).
- Revista de Historia Indígena (1996).
- Cyber Humanitatis (revista electrónica) (1997).
- Perspectivas Éticas (1998).
- Anuario de Pregrado (2004, versión electrónica), y
- Revista de Estudios Árabes (2006).

## Orgánica estudiantil

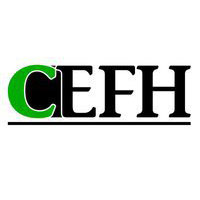
Logo de la Coordinadora de Estudiantes de Filosofía y Humanidades

El alumnado se organiza a través del Centro de Estudiantes de Filosofía y Humanidades (CEFH), desde el segundo semestre del 2017, el que, según su estatuto, es "el órgano unitario de dirección política" de los estudiantes del pregrado. Hay tres niveles de representación y de deliberación:
- Asamblea de Carrera: Espacio central de definiciones colectivas y que eligen a sus Coordinaciones de Carrera, representados en tres cargos: Coordinación General de Carrera, Docencia y Bienestar y Finanzas;
- Mesa Ejecutiva: Con sus cinco cargos responsables en distintas áreas: Secretaría General, Secretaría Ejecutiva, Comunicaciones, Bienestar y Finanzas, Docencia e Investigación y Extensión;
- Espacio de Síntesis: Lugar de encuentro y representación de las Coordinaciones de las Carreras, Concejerías FECH, Secretarías de funcionamiento autónomo y la Mesa Ejecutiva de la CEFH.

Además de los cargos políticos, existen otras instancias, como la Secretaría de Sexualidad y Género (SESEGEN CEFH) y el Trawun CEFH (Secretaría Trawün de Descolonización). Otros órganos administrativos y de deliberación vinculados al funcionamiento regular del Centro de Estudiantes son el TRICEL y, según corresponda y en virtud de las necesidades políticas del alumnado, las Asambleas Generales.

## Biblioteca
La Biblioteca Central Eugenio Pereira Salas almacena todas las tesis producidas en la facultad, además de las revistas de las distintas carreras, una colección de libros compuesta por más de 20.000 ejemplares que han sido adquiridos o donados. En 2006 fue inaugurada la nueva biblioteca central, siendo esta una remodelación y ampliación de infraestructura e instalación de nuevo equipamiento computacional y tecnológico.